# اندیس مرمریت قره داغ مهاباد (شرک ایران داش)
مرمریت قره داغ مهاباد (شرک ایران داش) یک اندیس مصالح ساختمانی است که در استان آذربایجان غربی قرار دارد و مادهٔ معدنی موجود در آن، مرمریت است. سنگ میزبان این اندیس سنگهای آهکی است و دیرینگی آن به دوران پرمین می‌رسد.